# Systém uzamčení závěru
Uzamčení závěru bývá nutnost u výkonných samonabíjecích a samočinných zbraní.

## Důvod
Systémy uzamčení závěru jsou nutností u výkonnějších zbraní. Důvodem jsou vysoké tlaky na nábojnici. V případě neuzamčeného dynamického závěru, který se otevírá už v okamžiku výstřelu, se nábojnice celou dobu neopírá o stěny nábojové komory a to by v případě vyšších tlaků výstřelu znamenalo riziko jejího prasknutí. V případě neuzamčeného závěru stačí přiměřený odpor váhy závěru a vratné pružiny, aby se závěr příliš neotevřel dokud střela neopustí hlaveň. Neuzamčený závěr se používá pouze u zbraní na méně výkonné náboje. Od ráže 9 mm Luger bývá nutnost závěr uzamknout z důvodu zachování nízké hmotnosti zbraně. Výjimkou jsou některé typy samopalů.

## Dělení
Závěry:
- Neuzamčený (Dynamický)
- Polouzamčený (hybridní) – využívá tlaku plynů odebíraných z hlavně k brzdění závěru, dokud střela neopustí hlaveň.
- Uzamčený – Závěr je uzamčen mechanickým systémem, dokud střela neopustí hlaveň

### polouzamčené závěry – systémy
- Přímé brzdění závěru
- Plynová komůrka

### uzamčené závěry – systémy
- Systém Browning
  - Systém Browning - Colt
  - Systém Browning - FN
  - Systém Browning - Petters
- Systém Walther
- Uzamčený kloubový závěr
- Systém uzamčení válečky
- Systém uzamčení rotačním závorníkem